# Constanța Erbiceanu
Constanța Erbiceanu (n. 11 noiembrie 1874, Iași – d. 20 octombrie 1961, București) a fost pianistă, profesoară de pian, om de cultură, socotită întemeietoarea școlii pianistice românești.

## Biografie

### Biografie timpurie
Constanța Erbiceanu a fost fiica istoricului academician Constantin Erbiceanu și a Aglaei Negrescu.
De mică a luat contact cu mișcarea junimistă pe care tatăl ei o găzduia de două ori pe lună, ocazie cu care l-a cunoscut pe Mihai Eminescu.
Fiindu-i remarcate înclinațiile certe către arta muzicală, mama sa i-a dat primele lecții de pian, iar la 8 ani a început să frecventeze cursurile conservatorului ieșean.

### Educație muzicală
Apoi familia s-a mutat la București, unde tatăl său a devenit profesor la Facultatea de Teologie și vicepreședinte al Academiei Române. Constanța Erbiceanu a continuat studiile de muzică sub îndrumarea profesorului și compozitorului Zdzisław Lubicz.
În 1893, a fost una dintre primele fete absolvente cu bacalaureat din România. În același an, a plecat la Leipzig, pentru a-și continua studiile muzicale, unde i-a avut ca profesori de pian pe Carl Reinecke și pe Johannes Weidenbach. În 1898, Weidenbach a constatat: „Nu mai am ce să te învăț". Constanța Erbiceanu a susținut examenul de absolvire în același an, primind mențiunea „ehrenvoll” (cu onoare).
Tot în 1898 a avut loc întâlnirea cu pianisul Moritz Moszkowski, sub tutela căruia a debutat în 1900, în sala de concerte Erard din Paris.
În 1904, Constanța Erbiceanu s-a stabilit pentru un timp la Berlin, unde și-a aprofundat studiile de muzicologie, urmând cursurile Facultății de Filosofie și susținând, în paralel, o bogată activitate concertistică. La Londra a concertat sub îndrumarea maestrului Moritz Moszkowski, care i-a dedicat concertul său pentru pian și orchestră. În această perioadă s-a împrietenit cu compozitorul german Max Reger.

### Cariera pedagogică
În 1929 era deja pianistă concertistă când a fost numită profesor la Conservatorul din București.. A renunțat la a concerta și s-a dedicat activității pedagogice, fiind una dintre întemeietoarele școlii pianistice românești, creatoarea „metodei Erbiceanu”.
Printre elevii pianistei Constanța Erbiceanu s-au numărat Valentin Gheorghiu și Silvia Șerbescu.
În 1958, când a concertat în România, Sviatoslav Richter a vizitat-o și pe Constanța Erbiceanu.

## Distincții
- titlul de Artist Emerit al Republicii Populare Romîne (26 august 1954) „pentru merite excepționale în domeniul dezvoltării artei”[8]